# Towarzystwo Obrotu Energią
Towarzystwo Obrotu Energią (TOE) – jest to apolityczne, samorządowe zrzeszenie naukowo-techniczne, którego celem jest między innymi podejmowanie działań wspomagających rozwój konkurencyjnego rynku energii w Polsce, upowszechnianie zasad prowadzenia handlu energią i paliwami oraz prowadzenie działalności informacyjnej wynikającej z doświadczeń innych rozwiniętych rynków. Stowarzyszenie zostało założone w 2003 roku.

## Członkowie
Członkami Stowarzyszenia mogą być osoby fizyczne i prawne. Członkowie Stowarzyszenia dzielą się na Członków: zwyczajnych, wspierających, honorowych.
Członkowie wspierający
- Alpiq Energy SE Spółka europejska Oddział w Polsce
- Centrozap S.A.
- Dalkia Polska S.A.
- ČEZ, a.s.
- E.On Polska Sp. z o.o.
- EGL Polska Sp. z o.o.
- Electrabel SA/NV
- Elektrim-Volt S.A.
- ENERGA-OBRÓT S.A.
- Enea S.A.
- Everen Sp. z o.o.
- Fortum Power and Heat Polska Sp. z o.o.
- GDF SUEZ Energia Polska S.A.
- Iberdrola Generacion
- Jes-Energy
- KI ENERGY POLSKA S.A.
- KOPEX S.A.
- Mercuria Energy Trading Sp. z o.o.
- Polska Energia PKH Sp. z o.o.
- PGE Polska Grupa Energetyczna
- RWE Trading GmbH
- J.P. Morgan Energy Europe Ltd.
- TAURON Obsługa Klienta Sp. z o.o.
- Vattenfall Energy Trading Sp. z o.o.
- Vattenfall Sales Poland Sp. z o.o.
- Zomar S.A.
- 3 Wings Sp. z o.o.

## Zespoły zadaniowe
- Zespół ds. energii odnawialnej (OZE) i produkowanej w kogeneracji i efektywności energetycznej,
- Zespół ds. rynku bilansującego,
- Zespół ds. rynku detalicznego,
- Zespół ds. giełdy,
- Zespół ds. giełdowych instrumentów finansowych,
- Zespół ds. wymiany międzysystemowej,
- Zespół ds. Raportu TOE,
- Zespół ds. wskaźnika/indeksu polskiego rynku energii elektrycznej,
- Zespół ds. umowy EFET,
- Zespół ds. modelu rynku energii elektrycznej